# Пол Баскіс
Пол Баскіс — біохімік зі штату Іллінойс, який у 1980-х роках знайшов спосіб синтетичного виробництва нафти з промислових і побутових відходів, не витрачаючи більше енергії, ніж виробляється.
Цей процес називається процесом і апаратом термічної деполімеризації риформінгу та був запатентований, патент США 5,269,947 у 1993 році. Права на патент придбала компанія Changing World Technologies.